# Østrig i Eurovision Song Contest
Østrig har deltaget i Eurovision Song Contest siden 1957. Landet har vundet tre gange, i 1966 med "Merci cherie", sunget af Udo Jürgens,  i 2014 med "Rise Like a Phoenix", sunget af Conchita Wurst, og i 2025 med "Wasted Love", sunget af JJ.

## Historie
På trods af at have haft flere sange med i konkurrencen, som senere er blevet fanfavoritter, så er Østrig et af de lande i konkurrencens historie, med de værste resultater. De har taget sidstepladsen hele 7 gange, en bedrift som kun Norge, Belgien og Finland overgår. Men modsat de to af de tre førnævnte lande, så har Østrig næsten aldrig mænget sig i top 5. De vandt i 1966, men dengang var konkurrencen meget anderledes, og der var ikke nær så mange at slå. Deres seneste succes var i 1989, hvor Thomas Forstner gav dem en 5. plads. Østrig troede at Thomas Forstner skulle give dem sejren, og sendte ham til konkurrencen igen i 1991 hvor han fik en sidsteplads. I 2003 fik de dog en 6. plads, med komikeren Alf Poier.
I 2014 vandt Østrig deres anden sejr.

## Fravær
Østrig var fraværende i flere konkurrencer. Den første af disse var i 1969, som var holdt i Madrid. Da Spanien på dette tidspunkt blev regeret af Francisco Franco, valgte Østrig at boykotte konkurencen. Det følgende år, var landet igen fraværende oga. den enestående resultat i 1969, hvor fire sange vandt, et resultat, der fik flere andre lande til at udmelde.
Østrig var udelukket fra at konkurrere i 1998 og 2001, da landet ikke havde opnået tilstrækkelig høje placeringer i de fem foregående år. Forud for 2006-konkurrencen meddelte Østrig, at de ikke ville finde en repræsentant i protest mod deres dårlige resultater i de foregående år. De vendte dog tilbage i 2007, hvor det imidlertid ikke lykkedes at opnå en finaleplads. Herefter var Østrig igen fraværende indtil 2011, hvor de vendte tilbage. Dette år opnåede Nadine Beiler den første østrigske finaleplads siden 2004, og landet har deltaget i ESC siden.

## Repræsentanter
Nøgle
     Vinder
     Anden plads
     Tredje plads
     Sidste plads
     Deltager valgt, men konkurrerede ikke
| År                              | Kunstner              | Sang                                  | Sprog           | Oversættelse                          | Finale             | Point              | Semi                        | Point                       |
| ------------------------------- | --------------------- | ------------------------------------- | --------------- | ------------------------------------- | ------------------ | ------------------ | --------------------------- | --------------------------- |
| 1957                            | Bob Martin            | "Wohin, kleines Pony?"                | Tysk            | Hvorhen, lille pony?                  | 10                 | 3                  | Ingen semifinaler           | Ingen semifinaler           |
| 1958                            | Liane Augustin        | "Die ganze Welt braucht Liebe"        | Tysk            | Hele verden har brug for kærlighed    | 5                  | 8                  | Ingen semifinaler           | Ingen semifinaler           |
| 1959                            | Ferry Graf            | "Der K und K Kalypso aus Wien"        | Tysk            | K og K-kalypso fra Wien               | 9                  | 4                  | Ingen semifinaler           | Ingen semifinaler           |
| 1960                            | Harry Winter          | "Du hast mich so fasziniert"          | Tysk            | Du har fascineret mig så meget        | 7                  | 6                  | Ingen semifinaler           | Ingen semifinaler           |
| 1961                            | Jimmy Makulis         | "Sehnsucht"                           | Tysk            | Længsel                               | 15                 | 1                  | Ingen semifinaler           | Ingen semifinaler           |
| 1962                            | Eleonore Schwarz      | "Nur in der Wiener Luft"              | Tysk            | Kun i wienerluften                    | 13                 | 0                  | Ingen semifinaler           | Ingen semifinaler           |
| 1963                            | Carmela Corren        | "Vielleicht geschieht ein Wunder"     | Tysk, engelsk   | Måske vil der ske et mirakel          | 7                  | 16                 | Ingen semifinaler           | Ingen semifinaler           |
| 1964                            | Udo Jürgens           | "Warum nur warum?"                    | Tysk            | Hvorfor lige hvorfor?                 | 6                  | 11                 | Ingen semifinaler           | Ingen semifinaler           |
| 1965                            | Udo Jürgens           | "Sag ihr, ich laß sie grüßen"         | Tysk            | Fortæl hende, jeg sender min hilsen   | 4                  | 16                 | Ingen semifinaler           | Ingen semifinaler           |
| 1966                            | Udo Jürgens           | "Merci, Chérie"                       | Tysk            | Tak, min kære                         | 1                  | 31                 | Ingen semifinaler           | Ingen semifinaler           |
| 1967                            | Peter Horton          | "Warum es hunderttausend Sterne gibt" | Tysk            | Hvorfor der er hundredtusind stjerner | 14                 | 2                  | Ingen semifinaler           | Ingen semifinaler           |
| 1968                            | Karel Gott            | "Tausend Fenster"                     | Tysk            | Tusind vinduer                        | 13                 | 2                  | Ingen semifinaler           | Ingen semifinaler           |
| Deltog ikke i 1969 og 1970      |                       |                                       |                 |                                       |                    |                    |                             |                             |
| 1971                            | Marianne Mendt        | "Musik"                               | Wienersk        | —                                     | 16                 | 66                 | Ingen semifinaler           | Ingen semifinaler           |
| 1972                            | Milestones            | "Falter im Wind"                      | Tysk            | Sommerfugle i vinden                  | 5                  | 100                | Ingen semifinaler           | Ingen semifinaler           |
| Deltog ikke mellem 1973 og 1975 |                       |                                       |                 |                                       |                    |                    |                             |                             |
| 1976                            | Waterloo & Robinson   | "My Little World"                     | Engelsk         | Min lille verden                      | 5                  | 80                 | Ingen semifinaler           | Ingen semifinaler           |
| 1977                            | Schmetterlinge        | "Boom Boom Boomerang"                 | Tysk, engelsk   | —                                     | 17                 | 11                 | Ingen semifinaler           | Ingen semifinaler           |
| 1978                            | Springtime            | "Mrs. Caroline Robinson"              | Tysk            | —                                     | 15                 | 14                 | Ingen semifinaler           | Ingen semifinaler           |
| 1979                            | Christina Simon       | "Heute in Jerusalem"                  | Tysk            | I dag i Jerusalem                     | 18                 | 5                  | Ingen semifinaler           | Ingen semifinaler           |
| 1980                            | Blue Danube           | "Du bist Musik"                       | Tysk            | Du er musik                           | 8                  | 64                 | Ingen semifinaler           | Ingen semifinaler           |
| 1981                            | Marty Brem            | "Wenn du da bist"                     | Tysk            | Når du er der                         | 17                 | 20                 | Ingen semifinaler           | Ingen semifinaler           |
| 1982                            | Mess                  | "Sonntag"                             | Tysk            | Søndag                                | 9                  | 57                 | Ingen semifinaler           | Ingen semifinaler           |
| 1983                            | Westend               | "Hurricane"                           | Tysk            | Orkan                                 | 9                  | 53                 | Ingen semifinaler           | Ingen semifinaler           |
| 1984                            | Anita                 | "Einfach weg"                         | Tysk            | Bare gå væk                           | 19                 | 5                  | Ingen semifinaler           | Ingen semifinaler           |
| 1985                            | Gary Lux              | "Kinder dieser Welt"                  | Tysk            | Denne verdens børn                    | 8                  | 60                 | Ingen semifinaler           | Ingen semifinaler           |
| 1986                            | Timna Brauer          | "Die Zeit ist einsam"                 | Tysk            | Tiden er ensom                        | 18                 | 12                 | Ingen semifinaler           | Ingen semifinaler           |
| 1987                            | Gary Lux              | "Nur noch Gefühl"                     | Tysk            | Stadig bare en følelse                | 20                 | 8                  | Ingen semifinaler           | Ingen semifinaler           |
| 1988                            | Wilfried              | "Lisa, Mona Lisa"                     | Tysk            | —                                     | 21                 | 0                  | Ingen semifinaler           | Ingen semifinaler           |
| 1989                            | Thomas Forstner       | "Nur ein Lied"                        | Tysk            | Bare en sang                          | 5                  | 97                 | Ingen semifinaler           | Ingen semifinaler           |
| 1990                            | Simone Stelzer        | "Keine Mauern mehr"                   | Tysk            | Ikke flere mure                       | 10                 | 58                 | Ingen semifinaler           | Ingen semifinaler           |
| 1991                            | Thomas Forstner       | "Venedig im Regen"                    | Tysk            | Venedig i regnen                      | 22                 | 0                  | Ingen semifinaler           | Ingen semifinaler           |
| 1992                            | Tony Wegas            | "Zusammen geh'n"                      | Tysk            | At gå sammen                          | 10                 | 63                 | Ingen semifinaler           | Ingen semifinaler           |
| 1993                            | Tony Wegas            | "Maria Magdalena"                     | Tysk            | —                                     | 14                 | 32                 | Kvalifikacija za Millstreet | Kvalifikacija za Millstreet |
| 1994                            | Petra Frey            | "Für den Frieden der Welt"            | Tysk            | For verdensfred                       | 17                 | 19                 | Ingen semifinaler           | Ingen semifinaler           |
| 1995                            | Stella Jones          | "Die Welt dreht sich verkehrt"        | Tysk            | Verden vender på hovedet              | 13                 | 67                 | Ingen semifinaler           | Ingen semifinaler           |
| 1996                            | George Nussbaumer     | "Weil's dr guat got"                  | Alemannisk      | Nu når du har det godt                | 10                 | 68                 | 6                           | 80                          |
| 1997                            | Bettina Soriat        | "One Step"                            | Tysk            | Ét trin                               | 21                 | 12                 | Ingen semifinaler           | Ingen semifinaler           |
| Deltog ikke i 1998              |                       |                                       |                 |                                       |                    |                    |                             |                             |
| 1999                            | Bobbie Singer         | "Reflection"                          | Engelsk         | Afspejling                            | 10                 | 65                 | Ingen semifinaler           | Ingen semifinaler           |
| 2000                            | The Rounder Girls     | "All to You"                          | Engelsk         | Alt til dig                           | 14                 | 34                 | Ingen semifinaler           | Ingen semifinaler           |
| Deltog ikke i 2001              |                       |                                       |                 |                                       |                    |                    |                             |                             |
| 2002                            | Manuel Ortega         | "Say a Word"                          | Engelsk         | Sig et ord                            | 18                 | 26                 | Ingen semifinaler           | Ingen semifinaler           |
| 2003                            | Alf Poier             | "Weil der Mensch zählt"               | Tysk            | Fordi mennesker betyder noget         | 6                  | 101                | Ingen semifinaler           | Ingen semifinaler           |
| 2004                            | Tie Break             | "Du bist"                             | Tysk            | Du er                                 | 21                 | 9                  | Top 10 året før             | Top 10 året før             |
| 2005                            | Global Kryner         | "Y así"                               | Engelsk, spansk | Også                                  | Ikke kvalificeret  | Ikke kvalificeret  | 21                          | 30                          |
| Deltog ikke i 2006              |                       |                                       |                 |                                       |                    |                    |                             |                             |
| 2007                            | Eric Papilaya         | "Get a Life – Get Alive"              | Engelsk         | Få et liv - kom til live              | Ikke kvalificeret  | Ikke kvalificeret  | 27                          | 4                           |
| Deltog ikke mellem 2008 og 2010 |                       |                                       |                 |                                       |                    |                    |                             |                             |
| 2011                            | Nadine Beiler         | "The Secret Is Love"                  | Engelsk         | Hemmeligheden er kærlighed            | 18                 | 64                 | 7                           | 69                          |
| 2012                            | Trackshittaz          | "Woki mit deim Popo"                  | Tysk            | Ryst din mås                          | Ikke kvalificeret  | Ikke kvalificeret  | 18                          | 8                           |
| 2013                            | Natália Kelly         | "Shine"                               | Engelsk         | Skin                                  | Ikke kvalificeret  | Ikke kvalificeret  | 14                          | 27                          |
| 2014                            | Conchita Wurst        | "Rise Like a Phoenix"                 | Engelsk         | Opstå som en føniks                   | 1                  | 290                | 1                           | 169                         |
| 2015                            | The Makemakes         | "I Am Yours"                          | Engelsk         | Jeg er din                            | 26                 | 0                  | Værtsland                   | Værtsland                   |
| 2016                            | ZOË                   | "Loin d'ici"                          | Fransk          | Langt herfra                          | 13                 | 151                | 7                           | 170                         |
| 2017                            | Nathan Trent          | "Running On Air"                      | Engelsk         | Løber på luft                         | 16                 | 93                 | 7                           | 147                         |
| 2018                            | Cesár Sampson         | "Nobody But You"                      | Engelsk         | Ingen andre end dig                   | 3                  | 342                | 4                           | 231                         |
| 2019                            | Pænda                 | "Limits"                              | Engelsk         | Grænser                               | Ikke kvalificeret  | Ikke kvalificeret  | 17                          | 21                          |
| 2020                            | Vincent Bueno         | "Alive"                               | Engelsk         | I live                                | Konkurrence aflyst | Konkurrence aflyst | Konkurrence aflyst          | Konkurrence aflyst          |
| 2021                            | Vincent Bueno         | "Amen"                                | Engelsk         | —                                     | Ikke kvalificeret  | Ikke kvalificeret  | 12                          | 66                          |
| 2022                            | LUM!X feat. Pia Maria | "Halo"                                | Engelsk         | Glorie                                | Ikke kvalificeret  | Ikke kvalificeret  | 15                          | 42                          |
| 2023                            | Teya og Salena        | "Who The Hell Is Edgar?"              | Engelsk         | Hvem i helvede er Edgar?              | 15                 | 120                | 2                           | 137                         |
| 2024                            | Kaleen                | "We Will Rave"                        | Engelsk         | Vi vil rave                           | 24                 | 24                 | 9                           | 46                          |
| 2025                            | JJ                    | "Wasted Love"                         | Engelsk         | Spildt kærlighed                      | 1                  | 436                | 5                           | 104                         |
| 2026                            | TBA                   | TBA                                   | TBA             | TBA                                   |                    |                    | Værtsland                   | Værtsland                   |

## Pointstatistik (1957-2025)

### Flest point til og fra - top 5
NB: Kun point givet i finalerne er talt med.
| Østrig har givet flest point til | Østrig har givet flest point til | Østrig har givet flest point til |
| Placering                        | Land                             | Point                            |
| -------------------------------- | -------------------------------- | -------------------------------- |
| 1                                | Storbritannien                   | 216                              |
| 2                                | Sverige                          | 213                              |
| 3                                | Schweiz                          | 188                              |
| 4                                | Italien                          | 183                              |
| 5                                | Frankrig                         | 179                              |

| Østrig har modtaget flest point fra | Østrig har modtaget flest point fra | Østrig har modtaget flest point fra |
| Placering                           | Land                                | Point                               |
| ----------------------------------- | ----------------------------------- | ----------------------------------- |
| 1                                   | Belgien                             | 148                                 |
| 2                                   | Storbritannien                      | 134                                 |
| 3                                   | Irland                              | 119                                 |
| =                                   | Tyskland                            | 119                                 |
| 5                                   | Sverige                             | 113                                 |

### 12 point til og fra
NB: Kun 12 point givet i finalerne er talt med.
| Østrig har modtaget 12 point fra | Østrig har modtaget 12 point fra                                                                                                 | Østrig har modtaget 12 point fra |
| År                               | Jury | Televoting                       |
| -------------------------------- | --- | -------------------------------- |
| 1989                             | Belgien, Grækenland, Italien | Ingen separat televoting         |
| 1990                             | Italien | Ingen separat televoting         |
| 1992                             | Irland | Ingen separat televoting         |
| 1993                             | Bosnien-Hercegovina | Ingen separat televoting         |
| 1996                             | Frankrig, Malta | Ingen separat televoting         |
| 2002                             | Tyrkiet | Ingen separat televoting         |
| 2011                             | Tyskland | Ingen separat televoting         |
| 2014                             | Belgien, Finland, Grækenland, Holland, Irland, Israel, Italien, Portugal, Schweiz, Slovenien, Spanien, Storbritannien, · Sverige | Ingen separat televoting         |
| 2017                             | Bulgarien | Modtog ikke 12 point             |
| 2018                             | Belgien, Bulgarien, Estland, Island, Israel, Litauen, Polen, Rumænien, Storbritannien                                            | Modtog ikke 12 point             |
| 2023                             | Belgien | Modtog ikke 12 point             |
| 2025                             | Belgien, Finland, Holland, Irland, Letland, Norge, Sverige, Tyskland                                                             | Modtog ikke 12 point             |

| Østrig har givet 12 point til | Østrig har givet 12 point til | Østrig har givet 12 point til |
| År                            | Jury                          | Televoting                    |
| ----------------------------- | ----------------------------- | ----------------------------- |
| 1976                          | Frankrig                      | Ingen separat televoting      |
| 1977                          | Storbritannien                | Ingen separat televoting      |
| 1978                          | Frankrig                      | Ingen separat televoting      |
| 1979                          | Schweiz                       | Ingen separat televoting      |
| 1980                          | Holland                       | Ingen separat televoting      |
| 1981                          | Frankrig                      | Ingen separat televoting      |
| 1982                          | Storbritannien                | Ingen separat televoting      |
| 1983                          | Israel                        | Ingen separat televoting      |
| 1984                          | Sverige                       | Ingen separat televoting      |
| 1985                          | Norge                         | Ingen separat televoting      |
| 1986                          | Irland                        | Ingen separat televoting      |
| 1987                          | Irland                        | Ingen separat televoting      |
| 1988                          | Danmark                       | Ingen separat televoting      |
| 1989                          | Sverige                       | Ingen separat televoting      |
| 1990                          | Irland                        | Ingen separat televoting      |
| 1991                          | Frankrig                      | Ingen separat televoting      |
| 1992                          | Storbritannien                | Ingen separat televoting      |
| 1993                          | Storbritannien                | Ingen separat televoting      |
| 1994                          | Polen                         | Ingen separat televoting      |
| 1995                          | Storbritannien                | Ingen separat televoting      |
| 1996                          | Holland                       | Ingen separat televoting      |
| 1997                          | Storbritannien                | Ingen separat televoting      |
| 1999                          | Bosnien-Hercegovina           | Ingen separat televoting      |
| 2000                          | Tyskland                      | Ingen separat televoting      |
| 2002                          | Storbritannien                | Ingen separat televoting      |
| 2003                          | Tyrkiet                       | Ingen separat televoting      |
| 2004                          | Serbien og Montenegro         | Ingen separat televoting      |
| 2005                          | Serbien og Montenegro         | Ingen separat televoting      |
| 2007                          | Serbien                       | Ingen separat televoting      |
| 2011                          | Bosnien-Hercegovina           | Ingen separat televoting      |
| 2012                          | Sverige                       | Ingen separat televoting      |
| 2013                          | Aserbajdsjan                  | Ingen separat televoting      |
| 2014                          | Armenien                      | Ingen separat televoting      |
| 2015                          | Australien                    | Ingen separat televoting      |
| 2016                          | Australien                    | Polen                         |
| 2017                          | Holland                       | Portugal                      |
| 2018                          | Israel                        | Tjekkiet                      |
| 2019                          | Nordmakedonien                | Schweiz                       |
| 2021                          | Island                        | Serbien                       |
| 2022                          | Storbritannien                | Ukraine                       |
| 2023                          | Italien                       | Finland                       |
| 2024                          | Schweiz                       | Kroatien                      |
| 2025                          | Finland                       | Tyskland                      |

### Flest point til og fra - alle lande
| Østrig har givet point til | Østrig har givet point til | Østrig har givet point til |
| Placering                  | Land                       | Point                      |
| -------------------------- | -------------------------- | -------------------------- |
| 1                          | Storbritannien             | 216                        |
| 2                          | Sverige                    | 213                        |
| 3                          | Schweiz                    | 188                        |
| 4                          | Italien                    | 183                        |
| 5                          | Frankrig                   | 179                        |
| 6                          | Irland                     | 177                        |
| 7                          | Tyskland                   | 170                        |
| 8                          | Holland                    | 150                        |
| 9                          | Israel                     | 110                        |
| 10                         | Danmark                    | 94                         |
| 11                         | Spanien                    | 87                         |
| 12                         | Norge                      | 86                         |
| 13                         | Serbien                    | 77                         |
| 14                         | Kroatien                   | 76                         |
| 15                         | Bosnien-Hercegovina        | 74                         |
| 16                         | Finland                    | 73                         |
| =                          | Luxembourg                 | 73                         |
| 18                         | Belgien                    | 72                         |
| =                          | Malta                      | 72                         |
| 20                         | Island                     | 66                         |
| 21                         | Portugal                   | 64                         |
| 22                         | Ukraine                    | 61                         |
| 23                         | Tyrkiet                    | 60                         |
| 24                         | Polen                      | 57                         |
| 25                         | Rusland                    | 55                         |
| 26                         | Grækenland                 | 48                         |
| 27                         | Estland                    | 41                         |
| 28                         | Bulgarien                  | 39                         |
| 29                         | Rumænien                   | 38                         |
| 30                         | Jugoslavien                | 37                         |
| 31                         | Armenien                   | 36                         |
| 32                         | Albanien                   | 34                         |
| 33                         | Ungarn                     | 32                         |
| 34                         | Australien                 | 30                         |
| 35                         | Monaco                     | 28                         |
| 36                         | Tjekkiet                   | 27                         |
| 37                         | Aserbajdsjan               | 25                         |
| 38                         | Serbien og Montenegro      | 24                         |
| 39                         | Letland                    | 23                         |
| 40                         | Slovenien                  | 21                         |
| 41                         | Moldova                    | 20                         |
| 42                         | Cypern                     | 18                         |
| 43                         | Nordmakedonien             | 13                         |
| 44                         | Litauen                    | 11                         |
| 45                         | Hviderusland               | 7                          |
| 46                         | Andorra                    | 0                          |
| =                          | Georgien                   | 0                          |
| =                          | Marokko                    | 0                          |
| =                          | Montenegro                 | 0                          |
| =                          | San Marino                 | 0                          |
| =                          | Slovakiet                  | 0                          |

| Østrig har modtaget point fra | Østrig har modtaget point fra | Østrig har modtaget point fra |
| Placering                     | Land                          | Point                         |
| ----------------------------- | ----------------------------- | ----------------------------- |
| 1                             | Belgien                       | 148                           |
| 2                             | Storbritannien                | 134                           |
| 3                             | Irland                        | 119                           |
| =                             | Tyskland                      | 119                           |
| 5                             | Sverige                       | 113                           |
| 6                             | Danmark                       | 108                           |
| =                             | Spanien                       | 108                           |
| 8                             | Frankrig                      | 107                           |
| 9                             | Holland                       | 104                           |
| 10                            | Grækenland                    | 103                           |
| =                             | Schweiz                       | 103                           |
| 12                            | Portugal                      | 97                            |
| 13                            | Israel                        | 94                            |
| 14                            | Finland                       | 92                            |
| 15                            | Italien                       | 91                            |
| 16                            | Island                        | 84                            |
| 17                            | Norge                         | 78                            |
| 18                            | Tyrkiet                       | 71                            |
| 19                            | Slovenien                     | 70                            |
| 20                            | Cypern                        | 66                            |
| 21                            | Malta                         | 57                            |
| 22                            | Estland                       | 56                            |
| 23                            | Letland                       | 48                            |
| =                             | Litauen                       | 48                            |
| 25                            | Polen                         | 44                            |
| 26                            | Jugoslavien                   | 41                            |
| 27                            | Bosnien-Hercegovina           | 40                            |
| 28                            | Ungarn                        | 38                            |
| 29                            | Bulgarien                     | 37                            |
| =                             | Luxembourg                    | 37                            |
| 31                            | Serbien                       | 35                            |
| 32                            | Australien                    | 34                            |
| 33                            | Armenien                      | 32                            |
| =                             | Georgien                      | 32                            |
| =                             | Kroatien                      | 32                            |
| 36                            | Monaco                        | 26                            |
| 37                            | Rumænien                      | 22                            |
| =                             | Ukraine                       | 22                            |
| 39                            | Albanien                      | 20                            |
| 40                            | Rusland                       | 17                            |
| =                             | Tjekkiet                      | 17                            |
| 42                            | Moldova                       | 16                            |
| 43                            | Hviderusland                  | 14                            |
| =                             | Montenegro                    | 14                            |
| 45                            | San Marino                    | 12                            |
| 46                            | Aserbajdsjan                  | 11                            |
| 47                            | Slovakiet                     | 6                             |
| 48                            | Nordmakedonien                | 5                             |
| 49                            | Marokko                       | 3                             |
| 50                            | Andorra                       | 0                             |
| =                             | Serbien og Montenegro         | 0                             |

## Vært
| År   | By   | Scene             | Værter                                                                  |
| ---- | ---- | ----------------- | ----------------------------------------------------------------------- |
| 1967 | Wien | Wiener Hofburg    | Erica Vaal                                                              |
| 2015 | Wien | Wiener Stadthalle | Mirjam Weichselbraun, Alice Tumler, Arabella Kiesbauer & Conchita Wurst |

## Kommentatorer og jurytalsmænd
| År   | Kommentator                       | Jurytalsmand          |
| ---- | --------------------------------- | --------------------- |
| 1957 | Kommentator gennem ARD (Tyskland) | Karl Bruck            |
| 1958 | Kommentator gennem ARD (Tyskland) | Karl Bruck            |
| 1959 | Kommentator gennem ARD (Tyskland) | Karl Bruck            |
| 1960 | Kommentator gennem ARD (Tyskland) | Emil Kollpacher       |
| 1961 | Kommentator gennem ARD (Tyskland) | Emil Kollpacher       |
| 1962 | Kommentator gennem ARD (Tyskland) | Emil Kollpacher       |
| 1963 | Kommentator gennem ARD (Tyskland) | Emil Kollpacher       |
| 1964 | Willy Kralik                      | Walter Richard Langer |
| 1965 | Willy Kralik                      | Walter Richard Langer |
| 1966 | Willy Kralik                      | Walter Richard Langer |
| 1967 | Emil Kollpacher                   | Walter Richard Langer |
| 1968 | Willy Kralik                      | Walter Richard Langer |
| 1969 | Willy Kralik                      | Deltog ikke           |
| 1970 | Ernst Grissemann                  | Deltog ikke           |
| 1971 | Ernst Grissemann                  | Ingen jurytalsmand    |
| 1972 | Ernst Grissemann                  | Ingen jurytalsmand    |
| 1973 | Ernst Grissemann                  | Deltog ikke           |
| 1974 | Ernst Grissemann                  | Deltog ikke           |
| 1975 | Ernst Grissemann                  | Deltog ikke           |
| 1976 | Ernst Grissemann                  | Jenny Pippal          |
| 1977 | Ernst Grissemann                  | Jenny Pippal          |
| 1978 | Ernst Grissemann                  | Jenny Pippal          |
| 1979 | Max Schautzer                     | Jenny Pippal          |
| 1980 | Günther Ziesel                    | Jenny Pippal          |
| 1981 | Ernst Grissemann                  | Jenny Pippal          |
| 1982 | Ernst Grissemann                  | Tilia Herold          |
| 1983 | Ernst Grissemann                  | Tilia Herold          |
| 1984 | Ernst Grissemann                  | Tilia Herold          |
| 1985 | Ernst Grissemann                  | Chris Lohner          |
| 1986 | Ernst Grissemann                  | Tilia Herold          |
| 1987 | Ernst Grissemann                  | Tilia Herold          |
| 1988 | Ernst Grissemann                  | Tilia Herold          |
| 1989 | Ernst Grissemann                  | Tilia Herold          |
| 1990 | Barbara Stöckl                    | Tilia Herold          |
| 1991 | Herbert Dobrovolny                | Gabriele Haring       |
| 1992 | Ernst Grissemann                  | Andy Lee              |
| 1993 | Ernst Grissemann                  | Andy Lee              |
| 1994 | Ernst Grissemann                  | Tilia Herold          |
| 1995 | Ernst Grissemann                  | Tilia Herold          |
| 1996 | Ernst Grissemann                  | Martina Rupp          |
| 1997 | Ernst Grissemann                  | Adriana Zartl         |
| 1998 | Ernst Grissemann                  | Deltog ikke           |
| 1999 | Andi Knoll                        | Dodo Roščić           |
| 2000 | Andi Knoll                        | Dodo Roščić           |
| 2001 | Andi Knoll                        | Deltog ikke           |
| 2002 | Andi Knoll                        | Dodo Roščić           |
| 2003 | Andi Knoll                        | Dodo Roščić           |
| 2004 | Andi Knoll                        | Dodo Roščić           |
| 2005 | Andi Knoll                        | Dodo Roščić           |
| 2006 | Andi Knoll                        | Deltog ikke           |
| 2007 | Andi Knoll                        | Eva Pölzl             |
| 2008 | Andi Knoll                        | Deltog ikke           |
| 2009 | Benny Hörtnagl                    | Deltog ikke           |
| 2010 | Ingen udsendelse                  | Deltog ikke           |
| 2011 | Andi Knoll                        | Kati Bellowitsch      |
| 2012 | Andi Knoll                        | Kati Bellowitsch      |
| 2013 | Andi Knoll                        | Kati Bellowitsch      |
| 2014 | Andi Knoll                        | Kati Bellowitsch      |
| 2015 | Andi Knoll                        | Kati Bellowitsch      |
| 2016 | Andi Knoll                        | Kati Bellowitsch      |
| 2017 | Andi Knoll                        | Kristina Inhof        |
| 2018 | Andi Knoll                        | Kati Bellowitsch      |
| 2019 | Andi Knoll                        | Philipp Hansa         |
| 2021 | Andi Knoll                        | Philipp Hansa         |
| 2022 | Andi Knoll                        | Philipp Hansa         |
| 2023 | Andi Knoll                        | Philipp Hansa         |
| 2024 | Andi Knoll                        | Philipp Hansa         |
| 2025 | Andi Knoll                        | Philipp Hansa         |

## Galleri
- Eric Papilaya i Helsinki (2007)
- Conchita Wurst ved den anden semifinale generalprøve ved Eurovision Song Contest 2014